# کیتلین اولسون
کیتلین ویلو اولسون (انگلیسی: Kaitlin Willow Olson؛ زاده ۱۸ اوت ۱۹۷۵) بازیگر، کمدین و تهیه‌کننده آمریکایی است. او حرفه خود را در یک تئاتر بداهه و مدرسه‌ای در لس‌آنجلس، کالیفرنیا آغاز کرد. اولسون پیش از آنکه به عنوان یکی از بازیگران اصلی سریال کمدی فیلادلفیا همیشه آفتابی است انتخاب شود، در چندین سریال تلویزیونی نقش‌های کوتاهی داشت.
از نقش‌های سینمایی اولسون می‌توان به رمانتیک کمدی سال کبیسه (۲۰۱۰)، فیلم اکشن مخمصه (۲۰۱۳)، کمدی جاده‌ای تعطیلات (۲۰۱۵) و صداپیشگی در فیلم پویانمایی در جستجوی دوری (۲۰۱۶) اشاره کرد. او در سال ۲۰۲۰، در سریال کمدی تلنگر به ایفای نقش پرداخت که برایش نامزدی جایزه امی ساعات پربیننده بهترین بازیگر زن در سریال کوتاه کمدی یا درام را به همراه داشت.

## زندگی شخصی

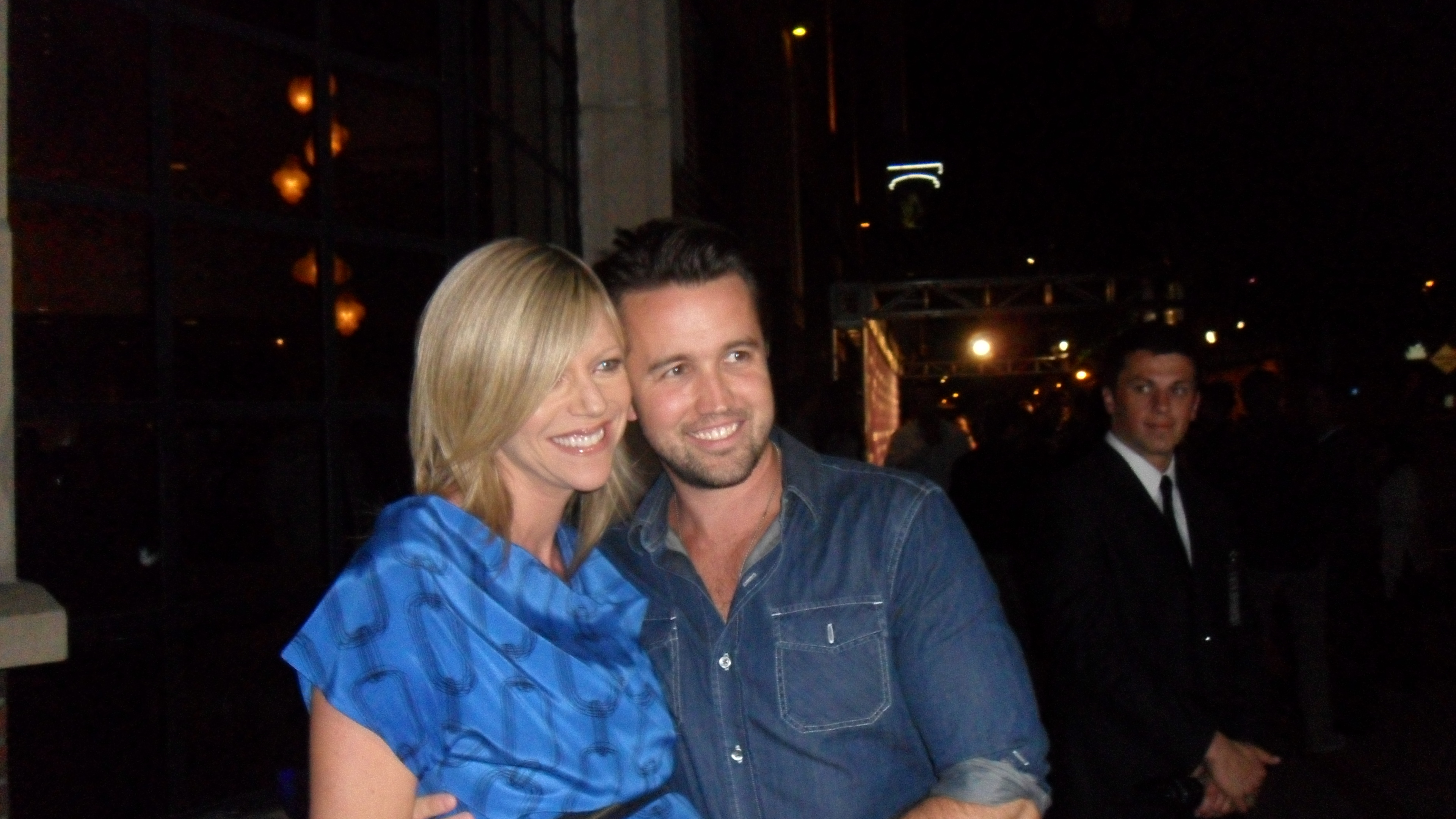
اولسون به همراه همسرش راب مک‌الهنی، ۲۰۱۰

اولسون در ۲۷ سپتامبر ۲۰۰۸، با همبازی خود در سریال فیلادلفیا همیشه آفتابی است، راب مک‌الهنی، در کالیفرنیا ازدواج کرد. آنها از فصل دوم سریال مخفیانه رابطه داشتنه‌اند.

## فیلم‌شناسی

### فیلم
- کایوت آگلی (۲۰۰۰)
- سال کبیسه (۲۰۱۰)
- فرار از سیاره زمین (۲۰۱۳)
- مخمصه (۲۰۱۳)
- تعطیلات (۲۰۱۵)
- در جستجوی دوری (۲۰۱۶)

### تلویزیون
- زیاد ذوق‌زده نشو (۲۰۲۰–۲۰۰۰)
- نمایش درو کری (۲۰۰۴–۲۰۰۲)
- فیلادلفیا همیشه آفتابی است (۲۰۰۵–اکنون)
- مرد خانواده (۲۰۱۱–۲۰۰۹)
- بریکلبری (۲۰۱۲)
- دختر جدید (۲۰۱۵–۲۰۱۴)
- برگری باب (۲۰۱۹–۲۰۱۵)
- سیمپسون‌ها (۲۰۱۶)
- نیروی فضایی (۲۰۲۰)
- تلنگر (۲۰۲۰)

### موزیک ویدئو
- دنبالت میام (۲۰۲۱)